# 18if
18if è una serie televisiva anime prodotta da Gonzo e basata sul franchise The Art of 18, trasmessa in Giappone dal 7 luglio 2017.

## Personaggi
Haruto Tsukishiro (月城 遥人?, Tsukishiro Haruto)
Doppiato da: Nobunaga Shimazaki
Katsumi Kanzaki (神崎 カツミ?, Kanzaki Katsumi)
Doppiato da: Takehito Koyasu
Lily (リリィ?, Riryi)
Doppiata da: Kaori Nazuka

## Produzione
Annunciato il 3 dicembre 2016 al Tokyo Comic Con, il progetto televisivo anime, prodotto da Gonzo e diretto da un regista differente a ogni episodio, ha iniziato la messa in onda il 7 luglio 2017. La composizione della serie è stata affidata ad Atsuhiro Tomioka, mentre la colonna sonora è stata composta da Ryūdai Abe. In Italia gli episodi sono stati trasmessi in streaming in simulcast da Dynit su VVVVID, mentre in America del Nord i diritti sono stati acquistati da Funimation. In varie parti del mondo la diffusione via streaming è stata effettuata da Crunchyroll.

### Episodi
| Nº | Titolo italiano Giapponese 「Kanji」 - Rōmaji                                                  | In onda           | In onda |
| Nº | Titolo italiano Giapponese 「Kanji」 - Rōmaji                                                  | Giapponese        |         |
| 1  | La strega degli schermi 「電影の魔女」 - Den'ei no majo                                        | 7 luglio 2017     |         |
| 2  | Il tempo si è fermato a 12 anni 「止まった時間、12才」 - Tomatta jikan, 12-sai                 | 14 luglio 2017    |         |
| 3  | La strega del primo amore 「初恋の魔女」 - Hatsukoi no majo                                    | 21 luglio 2017    |         |
| 4  | La strega dell'ingordigia 「暴食の魔女」 - Bōshoku no majo                                     | 28 luglio 2017    |         |
| 5  | La strega della normalità 「凡庸の魔女」 - Bon'yō no majo                                      | 4 agosto 2017     |         |
| 6  | Le maledizioni ricadono su chi le scaglia 「人を呪わば穴二つ…」 - Hito o norowaba ana futatsu… | 11 agosto 2017    |         |
| 7  | E così non è rimasto nessuno… 「ソシテ ダレモ イナイ…」 - Soshite daremo inai…                 | 18 agosto 2017    |         |
| 8  | Threshold 「THRESHOLD」                                                                        | 25 agosto 2017    |         |
| 9  | Le idol non vanno al gabinetto! 「アイドルはトイレにいかない！」 - Aidoru wa toire ni ikanai!  | 1º settembre 2017 |         |
| 10 | La dimensione onirica α 「α夢次元」 - α yume jigen                                             | 8 settembre 2017  |         |
| 11 | L'associazione della croce di spine 「棘十字会」 - Toge jūji-kai                               | 15 settembre 2017 |         |
| 12 | La grande guerra delle streghe 「魔女大戦」 - Majo taisen                                      | 22 settembre 2017 |         |